# 植物大战僵尸：花园战争
《植物大战僵尸：花园战争》是一款由寶開遊戲开发并将由美商艺电发行的涵盖塔防要素第三人称射击游戏。本作为《植物大战僵尸》系列的全新作品，摒弃了系列传统的休闲风格并采用同属母公司EA旗下的EA DICE研发的寒霜3游戏引擎开发。《植物大战僵尸：花园战争》最初在2013年度的E3电玩展上正式公布，与系列正统作品不同，《花园战争》将游戏的重心更多地移向多人游戏方面，玩家可以扮演操控植物或僵尸与他人对战。
本作于2014年2月在欧美Xbox 360和Xbox One平台限时独占发售，2014年6月24日推出Windows版本，2014年8月推出PlayStation 3和PlayStation 4版本。
其續作《植物大戰殭屍：花园战争2》於2016年2月23日推出Xbox One、PlayStation 4和Windows版本。

## 游戏概况
《植物大战僵尸：花园战争》将包含4人合作模式以及24人网络对战模式。

## 开发历史
最早有传言称《植物大战僵尸》系列的新作将会有完全不一样的新游戏方式，在2012年10月，有媒体发现宝开已注册了与“花园战争（Garden Warfare）”有关的域名。在2013年E3电玩展开幕前，EA连续几天发布了《植物大战僵尸》与EA旗下著名游戏系列的混搭海报，预示着《植物大战僵尸》新作将于E3上发表。而E3展前的场馆布置时，有几张《植物大战僵尸：花园战争》的宣传海报被曝光，这也确定了《植物大战僵尸：花园战争》的存在。《植物大战僵尸：花园战争》正式公布于2013年E3电玩展上的EA展前发布会。在会上，EA宣布本作将登陆Xbox 360及次世代主机Xbox One；不过之后本作被确认也将登陆Windows, PlayStation 3和PlayStation 4平台。
宝开游戏的创始人之一的约翰·温奇（John Vechey）在参加2013年ChinaJoy时，接受采访时透露：最初《植物大战僵尸：花园战争》的点子来自宝开上海工作室，而后加拿大的团队提出了一个预案成为了《花园战争》开发的契机。《花园战争》采用了同属母公司EA旗下的EA DICE特意为本作修改过的寒霜3游戏引擎开发。

## 续作
《植物大戰殭屍：花園戰爭2》于2015年E3游戏展上公布，并于2016年2月发售。游戏加入了更多的游戏模式和要素，包括了僵尸的机甲等。